# Otto Illies

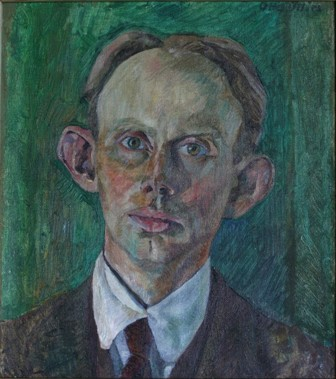
Autorretrato, hacia 1912

Otto Illies (nacido el 25 de enero de 1881 en Yokohama, Japón; † el 22 de febrero de 1959 en Wernigerode) fue un pintor expresionista alemán.

## Vida
Otto Illies, que era primo del pintor Arthur Illies, nació en Japón como hijo del comerciante Carl Illies y pasó parte de su infancia allí. Vivió el resto de su infancia en Blankenese y más tarde en el campo en Schleswig-Holstein. En 1898-99 recibió lecciones de pintura de Georg Burmester en Kiel y en 1900/01 de Ernst Eitner en Hamburgo. A partir de 1901 estudió historia del arte e historia en la Universidad de Múnich y asistió a la escuela de dibujo de desnudos de Heinrich Knirr.
De 1903 a 1908, Illies fue alumno de la clase de desnudo de Ludwig von Hofmann en la Escuela de Arte de Weimar. Fue amigo de sus compañeros de clase Ivo Hauptmann, Hans Delbrück, Arnold Dahlke, Rudolf Siegmund, Erwin Vollmer, Herbert von Treskow, Georg Gerken, Willy Preetorius y Muckel Schlittgen, así como de Carl Lambrecht. Más tarde también fue amigo íntimo de Ludwig von Hoffmann (hay una amplia correspondencia en el archivo de Ludwig von Hofmann en Zúrich). En Weimar, Illies entró en contacto con el neoimpresionismo, del que se ocupó de forma intensiva y duradera, pero del que finalmente se alejó decisivamente.

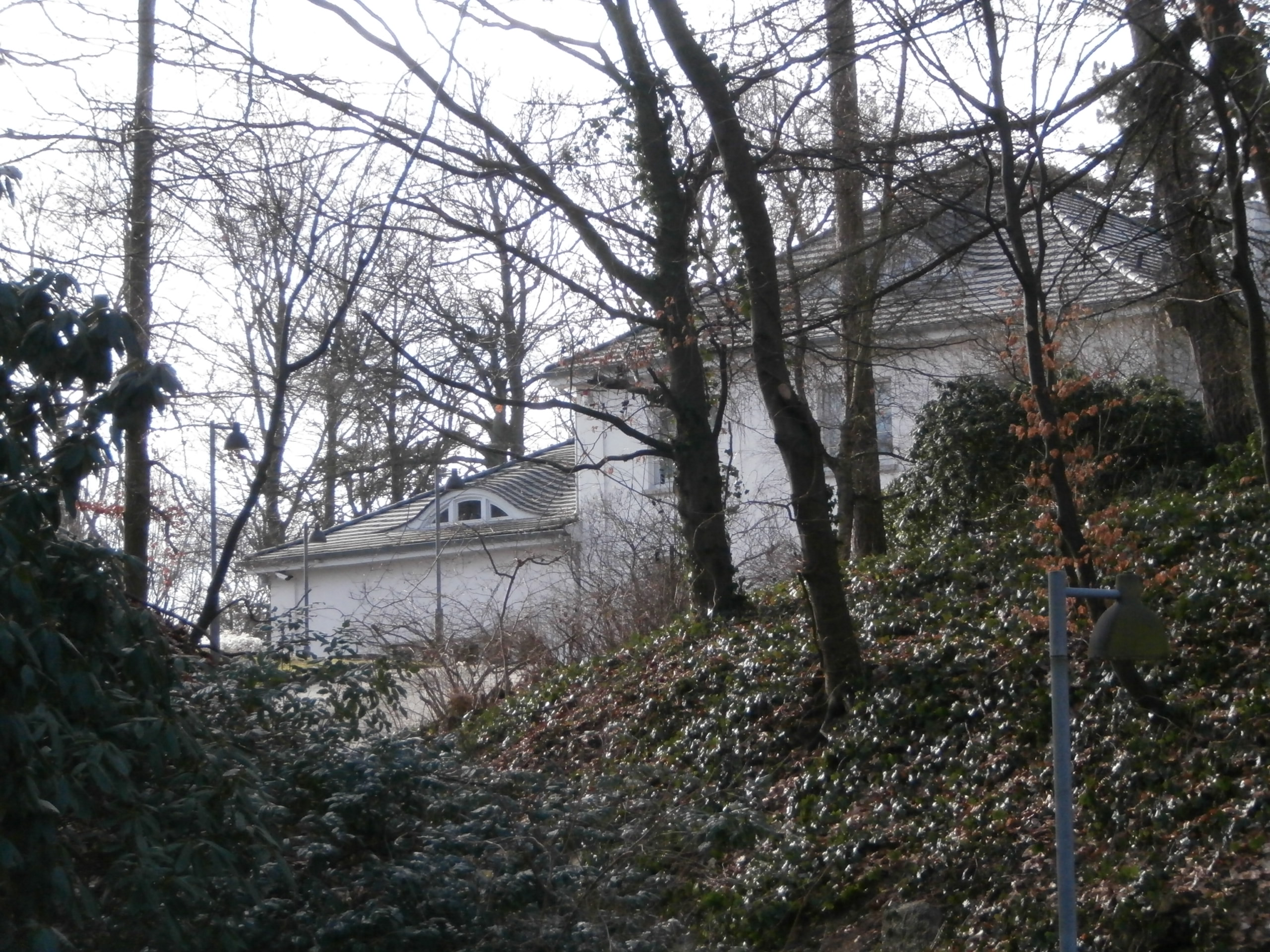
Villa Otto Illies (1911)

De 1908 a 1911 compartió estudio con Hans Delbrück en Berlín. Ya en 1908 participó en la exposición de la Secesión de Berlín.
En 1910 murieron sus padres. Con la considerable riqueza heredada, Illies construyó en 1911 una villa representativa en Falkenstein según los diseños de Walther Baedeker, en cuyo ala norte instaló su estudio. Se convirtió en miembro de la Asociación de Artistas de Hamburgo en 1920. En 1924 se trasladó a Wernigerode, en las montañas de Harz, donde murió en 1959.
Illies fue conocido como pintor de paisajes. En su imaginería desempeñan un papel especial los árboles, especialmente los frutales, así como las canteras, las rocas y los túneles de las minas (los llamados pinge). Illies también realizó una importante actividad como pintor de interiores y, sobre todo, de ramos de flores. Con motivo del 50 aniversario de su muerte, la Gleimhaus de Halberstadt, que alberga gran parte de su patrimonio artístico y escrito, organizó en 2009 una amplia retrospectiva de sus obras. 

## Obras (selección)

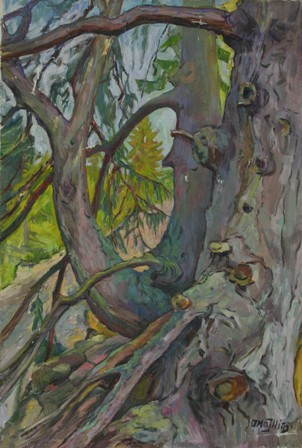
Raíz de árbol

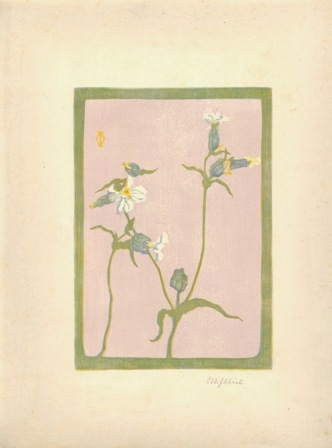
Lichtnelke, 1907, linograbado

### Pinturas al óleo
- Tarde en el Elba (1900)
- Vista desde Falkenstein al Elba (1900)
- Bodegón de taza de té, hacia 1905, Gleimhaus Halberstadt
- Landstrasse cerca de Saalborn, alrededor de 1905, comercio de arte en Hamburgo
- Interior de un ahumadero en el valle del Alster, hacia 1906, comercio de arte de Hamburgo
- Huerto Holstein (Möltenort), 1906, propiedad privada en Sierksdorf
- Árbol frutal, hacia 1907, Gleimhaus Halberstadt
- En Falkenstein (1910)
- Paisaje de playa, 1909/10, Gleimhaus Halberstadt
- Cantera cerca de Saalborn, 1911, Museo de Historia Cultural de Magdeburgo
- Föhn (Wamberg), hacia 1912, Gleimhaus Halberstadt
- Kalter Tag (Wamberg), hacia 1912, colección privada, Göttingen
- Kalter Tag (hacia 1913), propiedad privada en Göttingen
- Hasental cerca de Garmisch-Partenkirchen, alrededor de 1914, Gleimhaus Halberstadt
- Estufa de azulejos, hacia 1915, Hamburger Kunsthalle
- Comedor en la villa del artista en Falkenstein, hacia 1920, Gleimhaus Halberstadt
- Raíz de árbol (1925/50), Gleimhaus Halberstadt
- Harzer Pinge, 1926, colección privada Magdeburgo
- Zona forestal cerca de Wernigerode, hacia 1930, Harzmuseum Wernigerode
- Root, hacia 1930, Museo Harz Wernigerode
- Bosque alpino, hacia 1930, Fundación Dome and Castles Sajonia-Anhalt
- Autorretrato, hacia 1912, Gleimhaus, Halberstadt

### Pasteles
- Knocke-sur-Mer (hacia 1910), Gleimhaus Halberstadt
- Unstable Weather (expuesto en 1946 en la exposición de artistas visuales del distrito de Magdeburg en Magdeburg)

### Grabados en madera y linograbados
- Clavel ( linograbado, 1907)
- Falkenstein ( grabado en madera, c. 1927)
- Falkenstein (grabado en madera, 1930)
- Paisaje (xilografía, 1930)
- Edificio con patio y árbol (grabado en madera, 1930)
- Árnica ( linograbado, bicolor, hacia 1930)
- Olas y nubes (grabado en madera, 1932)
- [Sin título] (Linograbado en dos colores, 1932)